# Moses Kingsley
Moses Kingsley (Enugu, 16 novembre 1994) è un cestista nigeriano con cittadinanza statunitense.

## Palmarès
- Coppa del Belgio: 1

Anversa Giants: 2019